# Веретеницевые
Веретени́цевые (лат. Anguidae) — семейство ящериц, включающее 88 современных видов из 10 родов. Веретенициевые встречаются в Евразии и в Новом Свете.

## Описание
Веретеницевые являются разнообразным семейством ящериц. Среди них встречаются как змееподобные, безногие виды (например веретеница ломкая), так и обычные виды с четырьмя конечностями, на которых имеются по пять пальцев. У всех веретеницевых чешуя подкреплена небольшими костными пластинками.
У многих видов по обоим бокам имеется растяжимая складка кожи, облегчающая проглатывание пищи и дыхание, а также помогающая при откладывании яиц. Как и у настоящих ящериц, хвост веретеницевых легко отпадает и после некоторого времени вырастает снова, однако не полностью. В отличие от змей у веретеницевых веки глаз подвижны, также у них имеются слуховые отверстия.
У веретеницевых сильные челюсти, в большинстве случаев с притуплёнными жевательными зубами. Пищей большинства веретеницевых являются насекомые, моллюски, а также другие ящерицы и мелкие млекопитающие. Некоторые виды отличаются живорождением.

## Классификация
В семействе веретеницевых 10 родов с 88 современными видами:
- Abronia — абронии (39 видов)
- Anguis — веретеницы (5 видов)
- Aniella — безногие ящерицы (6 видов)
- Barisia — баризии (7 видов)
- Dopasia (7 видов)
- Elgaria — елгарии (7 видов)
- Gerrhonotus — аллигаторовые ящерицы (9 видов)
- Hyalosaurus (1 видов)
- Ophisaurus — стройные панцирные веретеницы (6 видов)
- Pseudopus — панцирные веретеницы (1 вид)